# Yanda I
Yanda I est un village situé dans la région de l'Est du Cameroun entre le village de Kanda (4 km à l'ouest) et le village de Bouam (1,8 km à l'est). Le village de Yanda I dépend du département de Lom-et-Djérem et de la commune de Diang.

## Population
Lors du recensement de 2005, on y dénombrait 316 personnes.
En décembre 2011, Yanda I comptait 573 habitants.